# Giro d’Italia 2021/5. Etappe
Die 5. Etappe des Giro d’Italia 2021 führte am 12. Mai 2021 über 177 Kilometer von Modena nach Cattolica.
Im Massensprint gewann Caleb Ewan (Lotto Soudal) vor Giacomo Nizzolo (Qhubeka Assos) und Elia Viviani (Cofidis). Egan Bernal (Ineos Grenadiers) verteidigte die Maglia Rosa. Nizzolo übernahm die Maglia Ciclamino von Tim Merlier (Alpecin-Fenix), der infolge von Kettenproblemen nur 12. wurde.
Noch bevor die letzten Ausreißer des Tages, Simon Pellaud (Androni Giocattoli), Davide Gabburo (Bardiani–CSF) und Alexis Gougeard (Ag2r Citroën) drei Kilometer vor dem Ziel gestellt wurden, ereigneten sich in der Sprintvorbereitung verschiedene Stürze. Als Folge wurden Mikel Landa (Bahrain Victorious) zur Aufgabe gezwungen und die Ambitionen von Pawel Siwakow (Ineos Grenadiers) und dem Führenden in der Bergwertung Joe Dombrowski (UAE Team Emirates)  auf einen vorderen Platz in der Gesamtwertung beendet.

## Ergebnis
| \| Etappenergebnis \| Etappenergebnis \| Etappenergebnis \| Etappenergebnis \| Etappenergebnis \| \| Fahrer \| Fahrer \| Land \| Team \| Zeit \| \| --------------- \| ----------------- \| --------------- \| ---------------------------------- \| --------------- \| \| 1. \| Caleb Ewan \| Australien \| Lotto-Soudal \| 4 h 07 min 01 s \| \| 2. \| Giacomo Nizzolo \| Italien \| Qhubeka Assos \| + 0 s \| \| 3. \| Elia Viviani \| Italien \| Cofidis \| + 0 s \| \| 4. \| Peter Sagan \| Slowakei \| Bora-Hansgrohe \| + 0 s \| \| 5. \| Fernando Gaviria \| Kolumbien \| UAE Team Emirates \| + 0 s \| \| 6. \| Matteo Moschetti \| Italien \| Trek-Segafredo \| + 0 s \| \| 7. \| Andrea Pasqualon \| Italien \| Intermarché-Wanty-Gobert Matériaux \| + 0 s \| \| 8. \| Dylan Groenewegen \| Niederlande \| Jumbo-Visma \| + 0 s \| \| 9. \| Manuel Belletti \| Italien \| Eolo-Kometa \| + 0 s \| \| 10. \| Davide Cimolai \| Italien \| Israel Start-Up Nation \| + 0 s \| |                   |             |                                    |                 |
| |                   |             |                                    |                 |
| Quelle: ProCyclingStats |                   |             |                                    |                 |
| Etappenergebnis |                   |             |                                    |                 |
| Fahrer | Fahrer            | Land        | Team                               | Zeit            |
| 1. | Caleb Ewan        | Australien  | Lotto-Soudal                       | 4 h 07 min 01 s |
| 2. | Giacomo Nizzolo   | Italien     | Qhubeka Assos                      | + 0 s           |
| 3. | Elia Viviani      | Italien     | Cofidis                            | + 0 s           |
| 4. | Peter Sagan       | Slowakei    | Bora-Hansgrohe                     | + 0 s           |
| 5. | Fernando Gaviria  | Kolumbien   | UAE Team Emirates                  | + 0 s           |
| 6. | Matteo Moschetti  | Italien     | Trek-Segafredo                     | + 0 s           |
| 7. | Andrea Pasqualon  | Italien     | Intermarché-Wanty-Gobert Matériaux | + 0 s           |
| 8. | Dylan Groenewegen | Niederlande | Jumbo-Visma                        | + 0 s           |
| 9. | Manuel Belletti   | Italien     | Eolo-Kometa                        | + 0 s           |
| 10. | Davide Cimolai    | Italien     | Israel Start-Up Nation             | + 0 s           |

## Gesamtstände
| \| Gesamtwertung \| Gesamtwertung \| Gesamtwertung \| Gesamtwertung \| Gesamtwertung \| \| Fahrer \| Fahrer \| Land \| Team \| Zeit \| \| ------------- \| -------------------- \| ---------------------- \| ---------------------- \| ---------------- \| \| 1. \| Alessandro De Marchi \| Italien \| Israel Start-Up Nation \| 17 h 57 min 45 s \| \| 2. \| Louis Vervaeke \| Belgien \| Alpecin-Fenix \| + 42 s \| \| 3. \| Nélson Oliveira \| Portugal \| Movistar Team \| + 48 s \| \| 4. \| Attila Valter \| Ungarn \| Groupama-FDJ \| + 1 min 00 s \| \| 5. \| Nicolas Edet \| Frankreich \| Cofidis \| + 1 min 15 s \| \| 6. \| Alexander Wlassow \| Russland \| Astana-Premier Tech \| + 1 min 24 s \| \| 7. \| Remco Evenepoel \| Belgien \| Deceuninck-Quick Step \| + 1 min 28 s \| \| 8. \| Alberto Bettiol \| Italien \| EF Education-Nippo \| + 1 min 37 s \| \| 9. \| Hugh Carthy \| Vereinigtes Königreich \| EF Education-Nippo \| + 1 min 38 s \| \| 10. \| Egan Bernal \| Kolumbien \| Ineos Grenadiers \| + 1 min 39 s \| |                      |                        |                        |                  |
| |                      |                        |                        |                  |
| Quelle: ProCyclingStats |                      |                        |                        |                  |
| Gesamtwertung |                      |                        |                        |                  |
| Fahrer | Fahrer               | Land                   | Team                   | Zeit             |
| 1. | Alessandro De Marchi | Italien                | Israel Start-Up Nation | 17 h 57 min 45 s |
| 2. | Louis Vervaeke       | Belgien                | Alpecin-Fenix          | + 42 s           |
| 3. | Nélson Oliveira      | Portugal               | Movistar Team          | + 48 s           |
| 4. | Attila Valter        | Ungarn                 | Groupama-FDJ           | + 1 min 00 s     |
| 5. | Nicolas Edet         | Frankreich             | Cofidis                | + 1 min 15 s     |
| 6. | Alexander Wlassow    | Russland               | Astana-Premier Tech    | + 1 min 24 s     |
| 7. | Remco Evenepoel      | Belgien                | Deceuninck-Quick Step  | + 1 min 28 s     |
| 8. | Alberto Bettiol      | Italien                | EF Education-Nippo     | + 1 min 37 s     |
| 9. | Hugh Carthy          | Vereinigtes Königreich | EF Education-Nippo     | + 1 min 38 s     |
| 10. | Egan Bernal          | Kolumbien              | Ineos Grenadiers       | + 1 min 39 s     |

| Punktewertung | Punktewertung      | Punktewertung | Punktewertung                      | Punktewertung |
| Fahrer        | Fahrer             | Land          | Team                               | Punkte        |
| ------------- | ------------------ | ------------- | ---------------------------------- | ------------- |
| 1.            | Giacomo Nizzolo    | Italien       | Qhubeka Assos                      | 72 P.         |
| 2.            | Elia Viviani       | Italien       | Cofidis                            | 68 P.         |
| 3.            | Tim Merlier        | Belgien       | Alpecin-Fenix                      | 58 P.         |
| 4.            | Caleb Ewan         | Australien    | Lotto-Soudal                       | 56 P.         |
| 5.            | Peter Sagan        | Slowakei      | Bora-Hansgrohe                     | 50 P.         |
| 6.            | Filippo Tagliani   | Italien       | Androni Giocattoli-Sidermec        | 39 P.         |
| 7.            | Davide Cimolai     | Italien       | Israel Start-Up Nation             | 31 P.         |
| 8.            | Fernando Gaviria   | Kolumbien     | UAE Team Emirates                  | 30 P.         |
| 9.            | Taco van der Hoorn | Niederlande   | Intermarché-Wanty-Gobert Matériaux | 28 P.         |
| 10.           | Filippo Fiorelli   | Italien       | Bardiani CSF Faizanè               | 28 P.         |

| Bergwertung | Bergwertung             | Bergwertung        | Bergwertung                        | Bergwertung |
| Fahrer      | Fahrer                  | Land               | Team                               | Punkte      |
| ----------- | ----------------------- | ------------------ | ---------------------------------- | ----------- |
| 1.          | Joseph Dombrowski       | Vereinigte Staaten | UAE Team Emirates                  | 18 P.       |
| 2.          | Vincenzo Albanese       | Italien            | Eolo-Kometa                        | 16 P.       |
| 3.          | Rein Taaramäe           | Estland            | Intermarché-Wanty-Gobert Matériaux | 13 P.       |
| 4.          | Alessandro De Marchi    | Italien            | Israel Start-Up Nation             | 10 P.       |
| 5.          | Francesco Gavazzi       | Italien            | Eolo-Kometa                        | 9 P.        |
| 6.          | Simon Pellaud           | Schweiz            | Androni Giocattoli-Sidermec        | 6 P.        |
| 7.          | Christopher Juul-Jensen | Dänemark           | BikeExchange                       | 6 P.        |
| 8.          | Lars van den Berg       | Niederlande        | Groupama-FDJ                       | 6 P.        |
| 9.          | Filippo Fiorelli        | Italien            | Bardiani CSF Faizanè               | 6 P.        |
| 10.         | Louis Vervaeke          | Belgien            | Alpecin-Fenix                      | 5 P.        |

| Nachwuchswertung | Nachwuchswertung       | Nachwuchswertung | Nachwuchswertung      | Nachwuchswertung |
| Fahrer           | Fahrer                 | Land             | Team                  | Zeit             |
| ---------------- | ---------------------- | ---------------- | --------------------- | ---------------- |
| 1.               | Attila Valter          | Ungarn           | Groupama-FDJ          | 17 h 58 min 45 s |
| 2.               | Alexander Wlassow      | Russland         | Astana-Premier Tech   | + 24 s           |
| 3.               | Remco Evenepoel        | Belgien          | Deceuninck-Quick Step | + 28 s           |
| 4.               | Egan Bernal            | Kolumbien        | Ineos Grenadiers      | + 39 s           |
| 5.               | Daniel Felipe Martínez | Kolumbien        | Ineos Grenadiers      | + 1 min 10 s     |
| 6.               | Jai Hindley            | Australien       | Team DSM              | + 1 min 20 s     |
| 7.               | Tobias Foss            | Norwegen         | Jumbo-Visma           | + 1 min 42 s     |
| 8.               | Harold Tejada          | Kolumbien        | Astana-Premier Tech   | + 2 min 56 s     |
| 9.               | Gino Mäder             | Schweiz          | Bahrain Victorious    | + 2 min 58 s     |
| 10.              | João Almeida           | Portugal         | Deceuninck-Quick Step | + 4 min 38 s     |

| Mannschaftswertung | Mannschaftswertung     | Mannschaftswertung           | Mannschaftswertung |
| Team               | Team                   | Land                         | Zeit               |
| ------------------ | ---------------------- | ---------------------------- | ------------------ |
| 1.                 | Bahrain Victorious     | Bahrain                      | 53 h 58 min 03 s   |
| 2.                 | Ineos Grenadiers       | Vereinigtes Königreich       | + 4 s              |
| 3.                 | UAE Team Emirates      | Vereinigte Arabische Emirate | + 13 s             |
| 4.                 | Team BikeExchange      | Australien                   | + 50 s             |
| 5.                 | EF Education-Nippo     | Vereinigte Staaten           | + 1 min 35 s       |
| 6.                 | Trek-Segafredo         | Vereinigte Staaten           | + 2 min 18 s       |
| 7.                 | Israel Start-Up Nation | Israel                       | + 3 min 40 s       |
| 8.                 | Deceuninck-Quick Step  | Belgien                      | + 4 min 52 s       |
| 9.                 | Jumbo-Visma            | Niederlande                  | + 5 min 16 s       |
| 10.                | Team DSM               | Deutschland                  | + 5 min 25 s       |

## Ausgeschiedene Fahrer
- Mikel Landa (Bahrain Victorious): Aufgabe nach Schlüsselbeinbruch[3]